# Cordón sexual

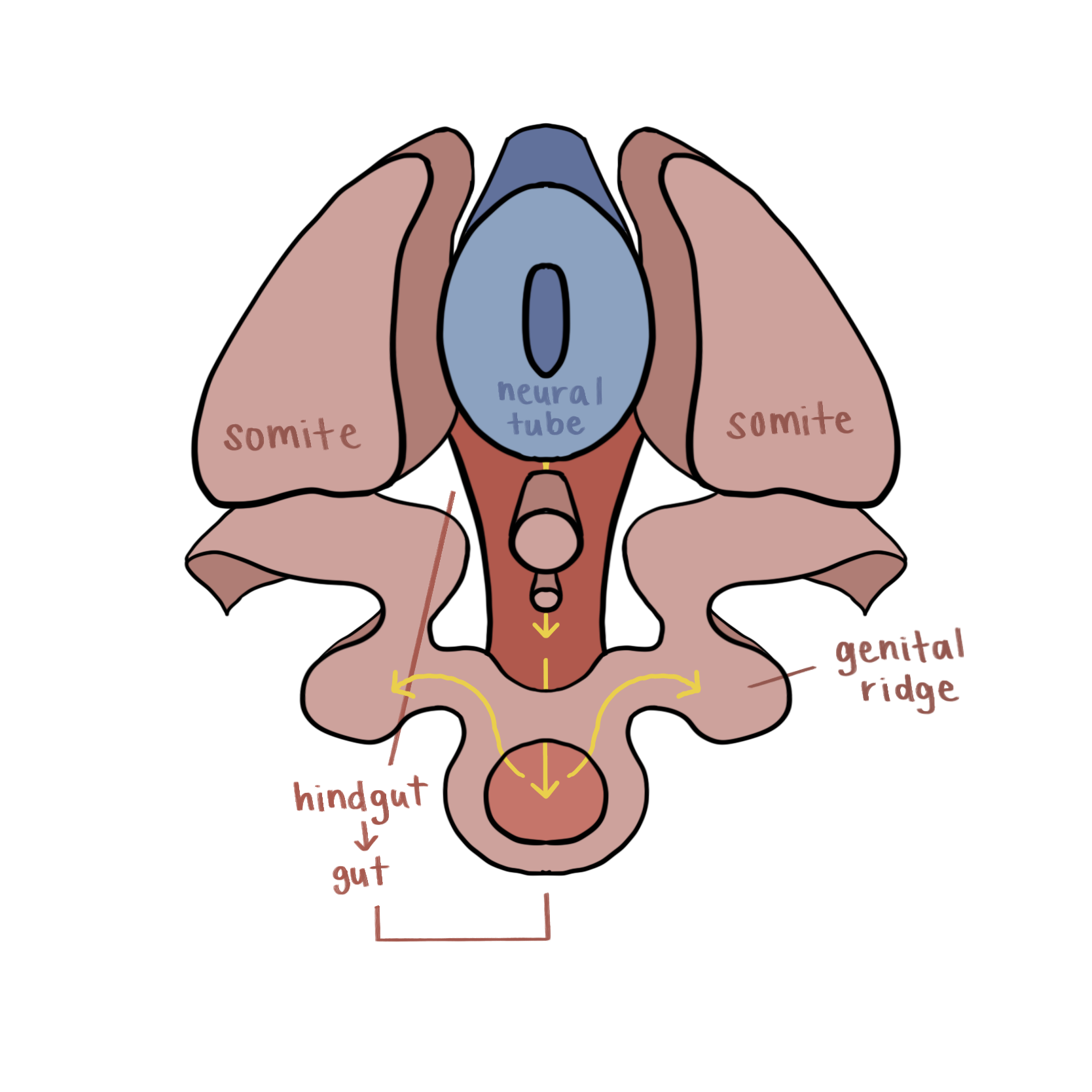
Migración de las células que darán lugar a los cordones sexuales hacia la cresta genital.

En la embriogénesis, las cuerdas sexuales (también conocidas como cuerdas sexuales primitivas o cuerdas gonádicas) son estructuras que se desarrollan desde las crestas gonadales. Después de la diferenciación sexual en el día 49, los cordones presentan diferenciación sexual: en los varones, las cuerdas sexuales se convierten en cuerdas testiculares por la acción de la proteína del factor determinante del testículo, que ayuda a desarrollar y nutrir las células de Sertoli. Los cordones testiculares son precursores de la rete testicular. Estos desempeñan distintas funciones en el desarrollo de los genitales masculinos.

·En las hembras, las cuerdas sexuales se convierten en las cuerdas corticales, también llamadas cuerdas secundarias. Después de un mayor desarrollo se convierten en los folículos ováricos.
Las cuerdas sexuales primitivas se originan de la proliferación del epitelio de los dos cordones genitales. Estas células epiteliales (de las crestas genitales) penetrarán e invadirán el mesénquima subyacente. Esto ocurre poco antes y durante la llegada de las células germinales primordiales (PGC) a las crestas genitales apareadas.